# 平恩站
平恩站（：／ Pyeongeun yeok */?）是韩国铁道公社的一個已停用車站，位于庆尚北道荣州市平恩面，屬於中央线。

## 历史
- 1941年7月1日：开始使用。
- 2013年3月28日：因荣州水库的修建，车站停用[1]。